# 조너선 크래프트
조너선 A. 크래프트(Jonathan A. Kraft, 1964년 3월 4일 ~ )는 미국의 기업인이자 로버트 크래프트의 아들로, 뉴잉글랜드 패트리어츠와 뉴잉글랜드 레벌루션의 회장이며 크래프트 그룹의 회장 겸 최고 운영 책임자이다.
매사추세츠주 브루클라인 출생으로, 1986년 윌리엄스 대학에서 역사 학사 학위를 취득 후 2년 동안 베인 & 컴퍼니에서 일한 뒤 1990년 하버드 비즈니스 스쿨에서 MBA를 취득하였다.
1994년 아버지 로버트 크래프트가 뉴잉글랜드 패트리어츠를 인수한 후 각 부서의 관리 감독이 되었고, 1995년 뉴잉글랜드 레벌루션 설립 후 역시 회장이 되었다.
이외에도 1994년 FIFA 월드컵과 1999년 FIFA 여자 월드컵도 관심을 보였고, 2005년 11월 잉글랜드 프리미어리그의 리버풀 FC 인수에 관심을 기울였으나 2007년 2월 다른 스포츠 재벌인 톰 힉스와 조지 질레트에게 인수되었다.